# Martin Heidegger et la théologie

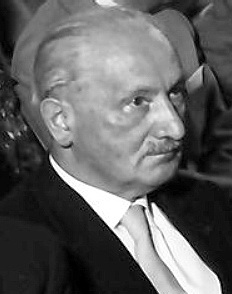
Heidegger en 1960.

L'importance de la théologie dans la pensée de Martin Heidegger transparaît dans cet aveu par le penseur lui-même : « qui pourrait méconnaître que tout ce chemin s'accompagna silencieusement d'une explication avec le christianisme ? » cité par Didier Franck. Les questions relatives à la théologie et au sacré accompagnèrent Heidegger tout au long de son parcours, marqué par le rejet de la théologie dogmatique de son enfance et le souci de préserver l'indépendance de la pensée philosophique.
Pour la mise au point de ses principaux concepts, Heidegger emprunte largement aux grands penseurs chrétiens Luther et Augustin, notamment dans son approche de l'existence humaine, pour la construction de son Dasein et de ses traits fondamentaux. Heidegger va d'autre part entreprendre ses propres recherches, sur l'expérience très bien documentée, à partir des épîtres de Paul et des Confessions de Saint Augustin, de la vie du primo-chrétien pour mettre en question la vision tranditionaliste de la foi, la structure « onto-théologique» de la métaphysique et asseoir sa vision de la « finitude humaine » . À l'inverse, les théologies tant catholique que protestante vont avoir à réagir au contrecoup de ces nouvelles interrogations métaphysiques. Le dernier Heidegger reste un philosophe athée à l'origine d'une pensée de l'Être qui toutefois réserve, dans l'idée du « Quadriparti », une place insigne au divin.

## Heidegger entre philosophie et théologie

### Éléments de biographie
Le Dictionnaire critique de théologie de Jean-Yves Lacoste note en tout début de son article sur Heidegger que le rapport de celui-ci au christianisme et à sa théologie est d'abord biographique. Né dans un milieu catholique, il entre en septembre 1909 comme novice dans l'ordre jésuite au sein de la Compagnie de Jésus, à Tisis, près de Feldkirch, qu'il quitte pour des raisons de santé en octobre suivant selon Rüdiger Safranski.
Inscrit à la Faculté théologique de Fribourg pendant quatre semestres de 1909 à 1911, où il passe très rapidement pour être le meilleur espoir philosophique du catholicisme, le jeune Heidegger reçut l'enseignement du néo-thomiste Carl Braig (de) ; il abandonna la Faculté rapidement. Jean-Yves Lacoste note que « l'ambiance y était dominée par la « crise moderniste » et que la perspective d'avoir un jour à prêter le serment anti-moderniste joua son rôle dans cette séparation ».
Dans le semestre d'hiver 1911-1912, il est inscrit à la faculté de sciences naturelles de l'université de Fribourg en mathématiques, physique et chimie, afin de devenir professeur, tout en poursuivant ses études de philosophie. Son éducation religieuse lui donne l'occasion d'approcher la tradition scolastique et rend son parcours intellectuel atypique, à une époque où les séminaires de philosophie sont dominés par le néo-kantisme. En 1913, il écrit sa thèse de doctorat en philosophie, Doctrine du jugement dans le psychologisme, et en 1916, une étude sur La doctrine des catégories chez le pseudo Duns Scot. Les deux thèses d'habilitation de cette époque portent d'après Jean-Yves Lacoste  la marque de ses brèves études théologiques. Les années qui suivent comportent des projets de recherche dans le domaine théologique qui restèrent inaboutis, dont une comparaison entre Thomas d'Aquin et Duns Scot. En parallèle, note Jean-Yves Lacoste, Heidegger lisait assidûment le commentaire de Luther sur l'Épître aux Romains, commentaire qui avait été redécouvert seulement vers 1908, puis il s'intéresse plus tard à d'autres mystiques, comme Maître Eckhart, dans le cadre de sa collaboration avec Husserl et aussi à titre personnel à Dostoïevski et Kierkegaard.
En 1918-19, Heidegger élabore un cours sur « Les fondements philosophiques du mysticisme médiéval » (Ga, 60), où il cite Maître Eckhart, saint Bernard, Thérèse d'Avila. Avec le cours sur la Phénoménologie de la vie religieuse, Heidegger aborde, à travers les expériences les plus intimes de la vie du chrétien primitif, pris comme exemple paradigmatique, les problèmes de la mobilité et de l'« historicité » de la « vie facticielle », qui le conduisent à l'élaboration de l'analytique du Dasein. Son cours d'hiver 1920 porte sur saint Paul, et celui de l'été 1921 sur saint Augustin. En 1924, il prononce une conférence sur le péché et la fragilité de l'homme vis-à-vis des tentations du monde dans la vision de saint Paul et de Martin Luther. En 1927, il prononce une conférence intitulée Phénoménologie et théologie, dont Jean Greisch fait une longue étude dans son livre Ontologie et temporalité normalement consacré à une interprétation de Sein und Zeit.
En 1923, il est nommé professeur non titulaire à l'université de Marbourg, qui est alors le principal centre européen du néokantisme, où il entreprend une collaboration poussée avec le théologien protestant Rudolf Bultmann dont on a dit qu'il aurait réinterprété le Nouveau Testament à la lumière du futur chef-d'œuvre de son jeune collègue : Être et Temps. À l'inverse, ce dernier livre est, selon l'opinion d'un de ses élèves, Hans-Georg Gadamer, « né des contacts  féconds et passionnés que Heidegger a eus avec la théologie protestante de son temps à Marbourg en 1923 ».
La rencontre avec Rudolph Bultmann
Dans les années passées à Marbourg, Heidegger a ouvert un dialogue fécond avec la « théologie dialectique protestante », au milieu de ses plus illustres représentants (Rudolf Bultmann, Karl Barth, Brunner), relève Françoise Dastur. Hans-Georg Gadamer parle, à propos de ce dialogue, d'une impulsion puissante soulignant « une motivation qui trouvait surtout un écho dans la théologie protestante avec l'appel à l'authenticité de l'existence qu'il s'agissait de retrouver dans la facticité de l'être-là chez Aristote ».
Sous l'impulsion d'une relecture conjointe des épîtres de Paul, ainsi que des œuvres de Luther et de Kierkegaard, Heidegger exerça, à travers « l'analytique existentiale » en construction sur Rudolph Bultmann et le renouveau de théologie protestante une influence considérée comme « décisive », selon l'expression employée par le rédacteur de l'Encyclopédie du Protestantisme.

### L'indépendance comme principe
Heidegger est, à la fois, le penseur qui a reconnu sa dette à l'égard de la théologie :

« Et qui pourrait méconnaître que tout ce chemin s'accompagne silencieusement d'une explication avec le christianisme — une explication qui n'est et ne fut un problème rapporté mais le maintien d'une provenance la plus propre, celle de la maison parentale, du pays natal et de la jeunesse, et simultanément la séparation douloureuse d'avec tout cela ? »

— Heidegger, cité par Didier Franck.
et celui qui a aussi affirmé :

« La recherche philosophique est et demeure un athéisme et c'est pourquoi elle peut oser « la démesure de la pensée », non seulement elle peut l'oser, mais celle-ci est la nécessité intime de la philosophie et sa force véritable, et c'est justement dans cet athéisme qu'elle devient, comme quelqu'un de grand l'a dit un jour un « gai savoir » »

— Martin Heidegger Prolégomènes à l'histoire du concept de temps .

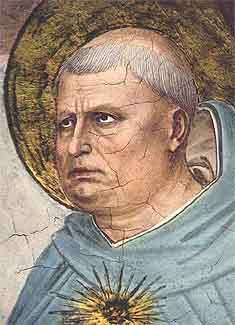
Thomas d'Aquin, docteur de l'Église catholique, Fra Angelico, 1395-1455

Françoise Dastur note que c'est dès 1927, dans le cadre d'une conférence prononcée à Tübingen, que Heidegger affirme qu'avec la philosophie et la théologie l'on se trouve en face de deux sciences absolument indépendantes. La première étant la science de l'être qui n'est pas un donné préalable « mais la dimension à partir de laquelle tout donné comme tel apparaît », contrairement à la théologie qui travaille sur un donné révélé préalablement par la foi. « La théologie a besoin de la philosophie pour déterminer le domaine ontologique de ses propres concepts ».
L'indépendance de la philosophie par rapport à la théologie ressort en outre de cette phrase explicite exprimée par Heidegger et rapportée par Françoise Dastur « La philosophie elle-même en tant que telle est athée, lorsqu'elle se comprend de manière radicale », car, poursuit-il, « son questionnement a pour objet la vie dans sa facticité en tant qu'elle se comprend elle-même à partir de ses propres possibilités de fait ». Cette indépendance n'a pas toujours été respectée. « Dans cet athéisme de principe, Dieu, n'est ni enterré, ni abattu, il n'est simplement plus interrogé » précise Philippe Arjakovsky.

#### La thèse de l'indépendance
Cette thèse n'allait pas de soi, car si la théologie naissante avait manifestement puisé dans la conceptualisation grecque les outils de son premier développement, elle a prétendu une fois installée être la « science première » de l'être. En outre, certaines problématiques religieuses étaient venues, à partir du Moyen Âge, peser sur la problématique philosophique. C'est Thomas d'Aquin qui rendra célèbre l'adage selon lequel « la philosophie est la servante de la théologie » (Philosophia ancilla theologiae) dans la mesure où la philosophie, en réfléchissant sur les conditions d'un usage cohérent des concepts et du langage, permet à la théologie de rendre raison de manière fondée et rationnelle des vérités de foi qui sont, par définition, inaccessibles à la raison mais non contraires à celle-ci.
Le procès en hellénisation des doctrines chrétiennes n'est pas de Heidegger ; il appartenait avant lui au théologien Adolf von Harnack. Que la doctrine ait été dévoyée par l'« hellénisme » n'était vraiment pas le souci du philosophe, qui était plutôt sensible à la corruption de l'expérience chrétienne primitive qu'il s'est mis à étudier pour elle-même et dont il fit usage comme paradigme de toute « vie facticielle » Un premier cours de 1920-1921, note Jean-Yves Lacoste, consacré à l'analyse de la première épître de Paul aux Thessaloniciens, fait ressortir chez ces « primo chrétiens » une expérience particulière du temps, un temps que ces chrétiens vivaient dans une perspective eschatologique.

#### La démarche du philosophe
La conquête de l'autonomie de la philosophie par rapport à la théologie passe dans un premier temps par la libération d'Aristote de siècles d'interprétation scolastique. Christian Sommer écrit que c'est cette interprétation chrétienne et scolastique que Heidegger va chercher à transcender, pour revenir à une véritable interprétation concrète de la philosophie du Stagirite, beaucoup plus phénoménologique et attentive à la vie que ne l'expose la tradition. Pierre Destrée montre combien la lecture d'Aristote par Heidegger fut déterminante dans l'interprétation renouvelée du Stagirite pour toute une génération de chercheurs. Plus largement, il s'agira dans une « démarche destructive » de montrer comment les contenus principaux de la dogmatique chrétienne ont pu influencer, infléchir ou obscurcir la réception des concepts fondamentaux de la philosophie.
Lorsque l'élève Heidegger aborde l'étude de saint Thomas d'Aquin, théologien et philosophe officiel de l'Église catholique romaine selon la volonté de Léon XIII, il connaît suffisamment de grec pour constater une différence d'interprétation entre celle qu'il fait d'Aristote et celle qu'en fait Saint Thomas, à qui il reproche de toujours remplir une fonction d'Église, écrit François Vezin. S'agissant de la « Métaphysique », Heidegger quitte définitivement la conception thomasienne pour l'identifier pleinement à la « question de l'être », donc à l'ontologie, comme le constate Franco Volpi.
Avec Heidegger, nous assistons à une réintroduction de la problématique théologique dans la philosophie sous la forme d'une critique d'un aspect particulier de la métaphysique qu'il nomme onto-théologie, science qui, depuis son appellation par Kant, lie l'Être et Dieu (ou l'Être au premier principe). Pour lui, la théologie dogmatique repose sur un fondement, un système philosophique, qui n'est pas issu directement du questionnement croyant, à quoi il veut revenir. En résumé, de l'œuvre entière de Heidegger ressort une distinction fondamentale comme quoi la théologie, en tant que science positive, constitue une explicitation des expériences historiales de Dieu, tandis que la philosophie s'interroge, en revanche, sur le fondement qui rend possibles pareilles expériences.

### Rejet de la théologie dogmatique

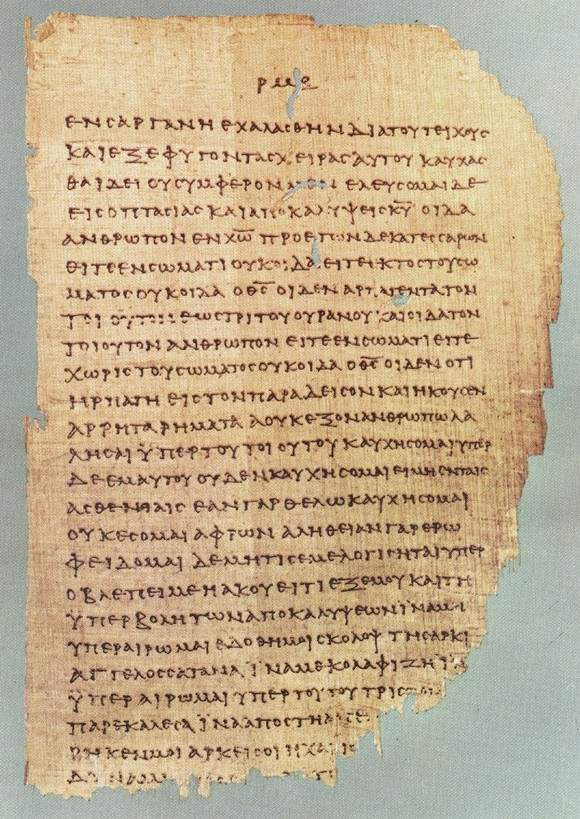
Folio du papyrus 46, l'un des plus anciens manuscrits du Nouveau Testament, contenant 2 Cor. 11:33-12:9

Le rapport entre Heidegger et la théologie ne laisse pas d'être ambigu, car la conception que le philosophe se fait du théologique, comme examen du « comportement de l'homme devant Dieu », est très éloignée de la définition dogmatique traditionnelle ou même de la théologie dite naturelle, qui se présentent plutôt comme un discours sur Dieu.
Dans une lettre à son étudiant Karl Löwith d'août 1921, Heidegger se qualifie encore, lui-même, de « théologien chrétien », rapporte Philippe Arjakovsky, mais comme le remarque l'auteur de l'article, à ce théologien chrétien, qui très rapidement se lance dans une exploration des phénomènes religieux concrets, ne correspond « aucune théologie constituée ». Heidegger tourne le dos à la théologie dogmatique comme à toute tentative de théologie naturelle, pour s'intéresser aux phénomènes de « foi » tels qu'ils transparaissent dans une interprétation renouvelée de l'épître aux Galates et des deux épîtres aux Thessaloniciens de Paul.
Ainsi, faisant face à ce qu'il considère comme un véritable « égarement » de la théologie, « Heidegger ne manque pas de se moquer de l'accueil chaleureux que la « métaphysique inductive » a reçu de la part des théologiens des deux confessions et qui ne fait que témoigner de l'égarement naturaliste d'une théologie […] qui attendait des sciences de la nature et des sciences historiques, ce qu'elles n'aurait jamais dû en attendre, si elle s'était bien comprise elle-même ».
En écrivant une Phénoménologie de la vie religieuse et non pas une phénoménologie de la religion, contrairement à la suggestion de son maître Husserl, Heidegger va s'intéresser au « comment » du « sens d'accomplissement » de cette vie du chrétien ayant reçu et accueilli la bonne nouvelle, et, à cet effet, tenter d'interpréter ce qu'il appelle son « être-devenu ». Dans cette réception de la Parole, qui transforme le sens d'accomplissement de la vie, la conversion devient une décision, un « se tenir dorénavant devant Dieu », à partir de laquelle le sujet se comprend comme un « sujet convoqué », selon l'expression de Paul Ricœur. Ainsi le nouveau chrétien s'éloigne des idoles, sachant toutefois que le péril perdure de faire de Dieu un objet spéculatif comme l'y conduit l'usage de concepts de la philosophie grecque des premiers Pères de l'Église. À noter que les questions relatives à l'immortalité, à l'âme, au péché originel qui sont thématisées par la théologie dogmatiques n'ont plus guère de sens.

## Ce que Heidegger doit aux penseurs chrétiens
Comme le rapporte Jean-Yves Lacoste, la remarque qui se voulait cinglante de Karl Löwith à l'intention de Rudolf Bultmann — comme quoi, dans cette collaboration avec le philosophe, le théologien ne faisait que reprendre possession de ce qui lui appartenait déjà, car le travail de Heidegger n'était qu'une sécularisation de la théologie protestante — contenait beaucoup de vérité. Heidegger trouve dans la religiosité chrétienne, surtout celle des primo-chrétiens, la matière à développer ce qu'il appelle « l'herméneutique de la vie facticielle ». Ses travaux sur la phénoménologie de la vie religieuse à partir de l'étude de Saint Augustin, de Paul et de Luther l'orientent vers une conception de l'être humain qui va privilégier l'existence sur l'essence.

### Le privilège accordé à l'existence plutôt qu'à l'essence

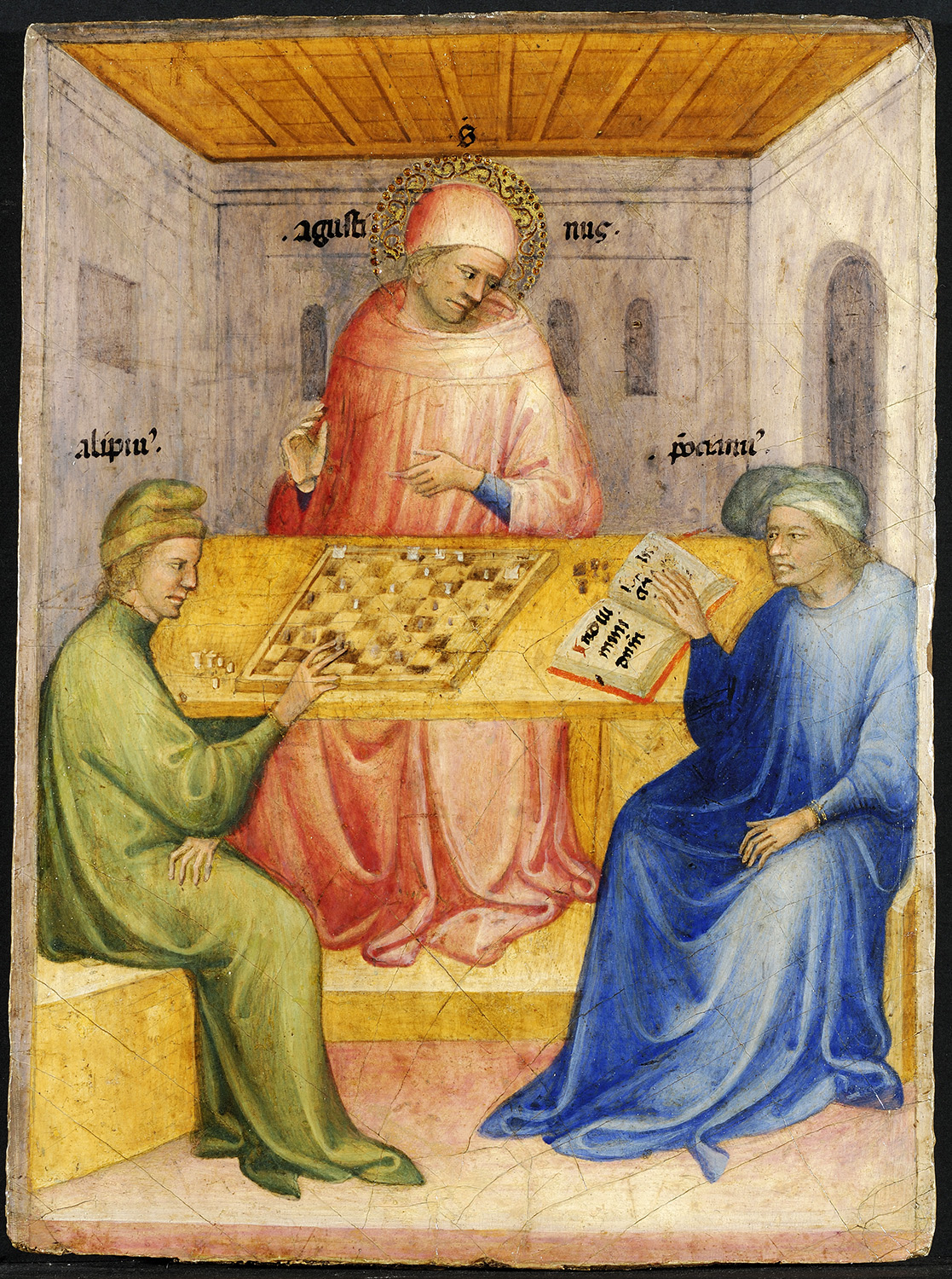
La conversion d'Augustin par Nicolo di Pietro.

Au début du siècle, Heidegger s'inscrit dans le courant d'une nouvelle « philosophie de l'existence » ou existentialisme dont l'arbre généalogique est avoué : Kierkegaard, Luther, Paul. Ce courant présente, pour le renouveau théologique, surtout protestant, des affinités doctrinales qui sautent aux yeux. Dans les deux cas, l'homme, sans le condamner absolument tient le monde, à côté ou au-delà duquel il a la vraie vie, en suspicion. Les deux prônent un usage du monde dans un certain détachement. Par-delà la commune description d'une vie concrète misérable et aliénée, le philosophe invoquera une existence « authentique » possible qui entrera en résonance avec l'existence « eschatologique » que le théologien Rudolf Bultmann dégagera du Nouveau Testament.
Dans cette perspective, au cours des années 1920, Heidegger cherche à mettre en évidence l'autonomie du « vécu religieux », comme ressenti concret du croyant, saisi par la foi. Ce vécu du croyant, parce qu'il est historiquement la manifestation la plus explicite du « souci pour son être », va servir de paradigme pour l'étude de la « vie facticielle » du Dasein.

### Ce que Heidegger doit à Luther
Tout démarre avec la lecture de la récente découverte du commentaire de Luther sur l'Épitre aux Romains, qui va constituer selon Jean-Claude Gens« la principale clef de l'interprétation heideggérienne d'Aristote » en mettant en évidence, chez le penseur grec, un véritable sens phénoménologique des affects que la tradition aurait méconnu.

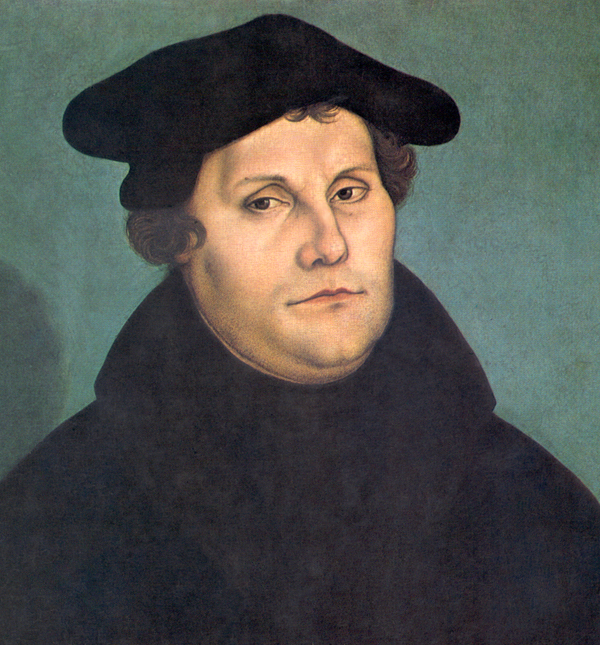
Martin Luther par Lucas Cranach l'Ancien (1633).

Outre l'éclairage donné à une relecture d'Aristote, notamment de son traité de l'âme, l'impulsion énergique de Luther se manifeste à travers ses thèses sur le péché originel, que Heidegger intègre au niveau de l'être du Dasein comme être « dévalé » au sein du « monde », qui va donner l'« être-au-monde » auxquels s'ajoutent les traits caractéristiques de la « mobilité » de l'âme humaine, qu'il avait repéré dans les (Confessions) de Saint Augustin. Ainsi les mouvements sensibles de la vie (poursuite, recul, répulsion, fuite de vant soi-même, choix du monde) propres à la « disposition affective » Befindlichkeit, pré-théorique sont largement inspirés des analyses luthériennes. Le travail de conceptualisation phénoménologique appuyé sur les tribulations du chrétien transparaît dans Etre et Temps, dans les concepts de déchéance, de responsabilité-culpabilité , en allemand Schuld, de Finitude, de fuite Flucht, de mobilité Bewegtheit etc. C'est ainsi que cette lecture est à l'origine de nouveaux concepts qui constituent des moments privilégiés du mode d'être du Dasein tels que les autres existentiaux être-jeté, être-en-faute, être-vers-la-mort.

### Ce que Heidegger doit à Augustin
Dans une note d' Être et Temps Heidegger reconnaît « qu'il est venu à définir l'homme en tant que « Souci » en interprétant « l'anthropologie augustinienne » » cité par Ryan D.Coyne. Avec Saint Augustin (Confessions), Heidegger découvre les périls auxquels se confronte la préoccupation soucieuse pour le Soi. Il relève trois modes de l'existence qui peuvent causer sa perte : la dispersion, les tentations du monde, l'orgueil. À l'instar d'Augustin, le penseur comprendra la dispersion dans le multiple (qui regroupe l'ensemble de ces mouvements opposés au retour sur soi) comme une tendance fatale de la vie qu'il transposera dans son concept de « dévalement ». Heidegger trouvera chez Saint Augustin une réflexion approfondie sur ce qu'il dénommera le « caractère mouvementée de la vie », la « finitude » et sur le « monde » dont l'homme a à prendre garde de ne pas s'y perdre.
Au terme de ces réflexions, l'homme apparaît selon l'expression de Saint Augustin « comme une énigme pour-lui-même » : il n'y a plus de transparence réflexive possible, plus d'auto-suffisance de la vie (au sens de l'auto-satisfaction), « la finitude est devenue radicale ». Heidegger ontologise ce sentiment sous le concept de « Souci », détourné de son sens trivial, en en faisant non plus seulement un rapport mental de « Soi à Soi » mais le mode originaire du rapport de l'homme au monde. D'ailleurs, après son détachement progressif d'avec la problématique théologique, Heidegger n'abandonnera jamais complètement le « souci-inquiétude » qui refera une apparition dans le concept d'angoisse, qui pour lui possédera, avec l'anticipation de la mort, le pouvoir de révéler le Dasein à lui-même .

## Ce que Heidegger a trouvé dans les textes
Lorsqu'il se tourne dans les premiers temps vers la théologie, Heidegger délaissant la dogmatique est motivé par le désir de mettre à jour une interprétation plus adéquate du message chrétien. Hans-Georg Gadamer insiste sur les origines religieuses du chemin de pensée du philosophe. Selon cet auteur, au début des années vingt, « la critique faite à la théologie officielle de l'Église catholique l'a amené à se demander comment une interprétation adéquate, de la foi chrétienne, en d'autres termes comment il était possible de se défendre de la déformation du message chrétien par la philosophie grecque qui se trouvait au fondement de la scolastique ».
L'étude du christianisme primitif, continue son interprète, va « lui faire apparaître la métaphysique comme une sorte de méconnaissance de la temporalité et de l'historicité originaires qui se manifestaient dans la foi chrétienne » et donc amener Heidegger à concevoir ce christianisme des origines comme un témoin privilégié contre toutes les visions du monde « rassurantes » d'inspiration religieuse ou philosophique.

### Facticité chrétienne et temporalité
Au tout début des années 1920, Heidegger commence à décrire la vie facticielle selon des accents directement tirés de sa lecture de l'expérience chrétienne, remarque Michel Haar. La vie facticielle est décrite comme exposée à une chute spécifique qui est la tentation de se comprendre comme une chose du monde emportée comme toute chose dans le flux temporel. La sortie du « Dasein » hors de la quotidienneté déchéante, la conquête de son être authentique, passe par un véritable « arrachement », douloureux et improbable. Seuls deux événements majeurs peuvent contraindre le « Dasein » à se soustraire au mouvement affairé de l'aliénation rassurante : l'angoisse et l'anticipation de la mort qui va jouer le rôle attribué à la Parousie en contexte chrétien.
Heidegger remarque que, dans les épîtres, la vie du chrétien est tout entière dominée par l'attente inquiète du « seigneur qui arrivera comme un voleur » (1Th, 5,2-3) ; vigilance et inquiétude aussi devant l'indétermination de la Parousie, du jugement. Le croyant vit dans l'insécurité ; il doit se tenir constamment prêt et se maintenir dans un temps « kairologie », sans prise sur un futur, qui échappe au pouvoir de l'homme. Ce qui est décisif, c'est « l'inquiétude » pour le Soi, ou plus précisément pour son « être », et c'est ce qui sera retenu et élargi ontologiquement par Heidegger comme première forme du « Souci » ou Bekümmerung , que Heidegger distinguera comme constitution fondamentale du Dasein.
Dans une relation « authentique » à la mort, le « Dasein » est confronté à un événement majeur, inéluctable mais indéterminé quant à sa date, dont la prise de conscience entraîne un bouleversement complet de son mode d'être, événement que Heidegger va « lire » à travers ce qu'il sait du saisissement du primo-chrétien devant l'annonce de la Parousie. La mort n'est plus dès lors seulement anticipée, mais « endurée » en tant que possibilité présente, là maintenant. Le Dasein, à l'instar du primo-chrétien, « n'a plus le temps » : la vie se dérobe, les activités mondaines qui apparaissaient si importantes déchoient de leur statut, le temps de l'affairement et des projets devient l'ennemi du temps pour soi, pour se retrouver, du temps pour le soin de son être. Le Dasein anticipant sa mort va pouvoir s'éprouver lui-même comme possibilité, comme « pouvoir-être » irrelatif (sans relation ou absolu) et absolument libre, « qu'il peut se choisir à partir de son être propre et non à partir de sa réalité « ontique » comme il le fait sans cesse dans la quotidienneté » écrit Françoise Dastur. Le Dasein cesse de se considérer comme un être en attente. Comme il s'agit pour lui de se tenir dans l'imminence délivrante de la mort, le Dasein est sur le mode de l'avenir. Son « pouvoir être » en propre n'est rien d'autre que son « avoir-été » qui en quelque sorte, nous dit Françoise Dastur, « va jaillir de son avenir ».

### Une expérience de la vie dans sa facticité

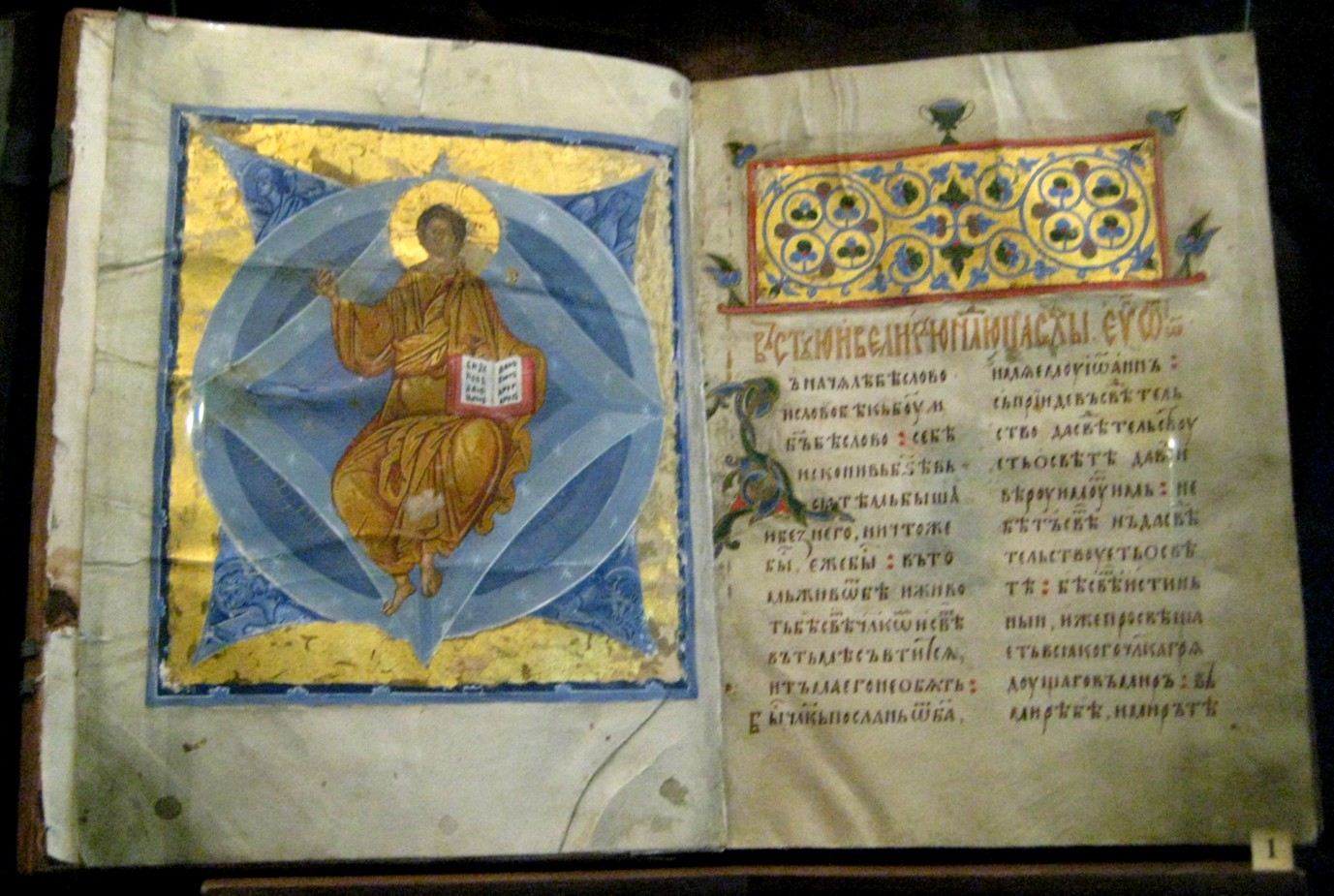
Christ en Gloire d'un évangéliaire du XVIe siècle au monastère Andronikov de Moscou

Jean-Claude Gens note que « Heidegger trouve dans la religiosité chrétienne un accès vers ce dont il était en recherche, à savoir une « science originaire de la vie facticielle » ». C'est invité par Husserl à explorer de manière philosophique le domaine religieux que Heidegger va y découvrir, dans la religiosité chrétienne, une forme de vécu exceptionnellement centrée sur le « monde du Soi », portant à « l'exacerbation » la dimension temporelle et événementielle de la vie humaine, notamment chez Saint Augustin. C'est la réduction phénoménologique qui va permettre à Heidegger de prendre appui « sur cette expérience intérieure, rendue méconnaissable par l'adoption de l'aristotélisme comme philosophie du christianisme officiel », note Jean-Francois Marquet
La reconquête des concepts primitifs de la foi chrétienne, poursuit Jean-Claude Gens « nourrira l'analytique d'Être et Temps », qui, en retour, fournira les éléments pour une critique de la théologie libérale que mèneront certains théologiens protestants. Servanne Jollivet note néanmoins que cette démarche « risque d'hypostasier des structures propres au christianisme, telle la structure d'attente que l'on retrouvera à travers l'existential du projet ».
Françoise Dastur résume ainsi la thèse qui dirige toute cette interprétation « avec l'expérience chrétienne, qui est celle de la vie dans sa facticité, on a affaire à une nouvelle conception de l'eschatologie qui n'a plus rien à voir avec les notions irano-babylonienne et juive de l'eschatologie, au sens ou la relation chrétienne authentique à la parousia, à cette seconde venue en présence du Christ qui manifeste la fin des temps, n'est pas l'attente Erwartung d'un événement, mais l'éveil à l'imminence de cette venue ». La question du « quand » ne renvoie pas à un temps objectif mais à une invite à se tenir en éveil dans une authentique relation à soi-même, où le chrétien est invité à devenir ce qu'il est déjà conformément à l'injonction paulinienne : « car vous-même vous savez exactement que le jour du Seigneur vient comme le voleur dans la nuit ». En retour, l'idée heideggérienne d'un homme délogé de son idée pure et jeté dans son existence et dans l'histoire, va apparaître aux yeux du théologien catholique Karl Rahner comme une bonne préparation à l'écoute de la Révélation divine, écrit Émilio BRITO. De son côté, pour Hans Urs von Balthasar, autre théologien catholique, la finitude du Dasein représenterait « la percée de ce qui est chrétien en philosophie ».

### L'occasion de détruire la structure onto-théologique de la métaphysique
Si pour Kant, qui introduit le mot, « ontothéologie » signifie un type de théologie qui prétend démontrer l'existence de Dieu à partir de principes spéculatifs de la raison, « chez Heidegger, par contre, « l’onto-théologie », écrit sciemment avec un tiret, ne constitue pas un type de théologie, mais bien une caractérisation de la métaphysique eu égard à sa double façon d’interroger l’étant ». Dans cette thèse est affirmée l'étroite co-appartenance « essentielle », au sein de la métaphysique, de l'ontologie et de la théologie : toutes deux interrogeant simultanément et indissolublement, depuis l'origine, selon deux perspectives différentes, « l'étant dans sa généralité » ou « l'étant dans son fondement » premier. Heidegger critique « l'alignement de la théologie « ecclésiale » sur la constitution onto-théologique de la métaphysique, d'origine grecque au détriment de l'expérience de la foi chrétienne ». Le questionnement authentique de l'être, que Heidegger appelait « ontologie fondamentale » dans Être et Temps, ne peut donc résulter que d'une « destruction » de « l'onto-théologie », constate Richard Kearney.
Ce qui est à retenir, c'est que cette « essence » double de la métaphysique ne provient pas, comme le croyait la tradition, de l'influence historique de la dogmatique chrétienne qui aurait à un moment donné subverti la métaphysique, mais a surgi du sein même de la métaphysique, au risque de détruire toute l'« expérience facticielle de la foi », note Françoise Dastur,.

## La théologie à la lumière de la phénoménologie

### Protestantisme
À Marbourg, Heidegger s'était lié d'une véritable amitié personnelle avec le théologien Rudolph Bultmann, avec qui, au sein d'un séminaire, il lit des textes grecs, des classiques aux Pères de l'Église, et tente de déchiffrer le quatrième évangile, l'évangile dit théologique. Cette amitié témoigne d'une certaine convergence de vues qui tenait d'abord au fait que, dès avant l'arrivée de Heidegger dans son séminaire, Bultmann avait ainsi résumé l'objet de la théologie : « l'objet de la théologie est Dieu, et la théologie parle de Dieu dans la mesure où elle parle de l'homme tel qu'il se tient devant Dieu, donc à partir de la foi », rappelle Jean-Yves Lacoste. « Pour prendre la mesure de ce que l'homme est face à Dieu, il faut avoir pris la mesure de ce qu'il est sans Dieu ». L'Encyclopédie du protestantisme parle « d'une influence décisive (de Heidegger) sur la formulation du programme théologique de Bultmann » et note que les élèves les plus célèbres de Bultmann – Ernst Fuchs (de), Gerhard Ebeling – développent une théologie herméneutique, puisant à des travaux plus tardifs de Heidegger.
Si Heidegger a beaucoup apporté à Bultmann, la réciproque, nous dit Philippe Arjakovsky, est moins vraie. Après la période marbougeoise, leurs discussions se poursuivront dans une correspondance soutenue. Heidegger participe au séminaire consacré à Paul et à Martin Luther au semestre d'hiver 1923-1924, au cours de laquelle il prononce devant les théologiens la conférence intitulée Le concept de temps de 1924.
De son côté, Bultmann élabore auprès de Heidegger une nouvelle conceptualité, pour décrire l'existence chrétienne en termes de décision, souci, authenticité, et aussi en termes de précompréhension d'où découlait, dans une tonalité heideggérienne, la nécessité d'admettre une connaissance préalable du divin avant toute révélation positive que l'homme peut recevoir de Dieu, comme le note Jean-Claude Gens. En outre, toute l'entreprise bultmannienne de démythologisation du Nouveau Testament qui est sa marque propre répond en écho à la « destruction » phénoménologique telle que l'a thématisée Heidegger.

### Catholicisme
Contrairement à ses rapports avec le protestantisme, le dialogue entre le catholicisme et Heidegger est marqué depuis l'origine par une profonde méfiance, à la mesure des espoirs déçus que les premiers travaux du jeune penseur, à la faculté de théologie de Fribourg, avaient pu susciter.

### Une méfiance
Emilio Brito, auteur d'un livre sur Heidegger et l'hymne du sacré, nous offre en ligne un large résumé de l'histoire de ce dialogue, duquel seront issues les quelques notations qui suivent. Selon cet auteur, « l'écho des leçons où Heidegger, dans les années qui ont précédé la publication de Être et Temps, soulignait l'incompatibilité de l'expérience paulinienne du temps avec la compréhension grecque de l'être, voire adoptait la critique luthérienne de l'interprétation catholique de Rm 1, 20, ne pouvait que susciter les réserves des théologiens catholiques face à une pensée qui semblait se rallier à la négation luthérienne de la théologie métaphysique ».
Méfiance accrue du fait que l'homme dans la figure du Dasein, qui semble faire l'expérience de la faute et de la culpabilité et qui ne fait jamais allusion à une innocence perdue ni à un pardon espéré, « existe incontestablement en l'absence de Dieu ». Cet homme peut se saisir, exister « authentiquement », sans qu'il soit nécessaire de convoquer un quelconque absolu ; pour autant, souligne Jean-Yves Lacoste l'athéisme du Dasein ne frappe pas Dieu d'inexistence ; on peut à son propos parler d'athéisme méthodologique, écrit Pascal David.
Toutefois, dans les publications ultérieures, l'attention des théologiens catholiques, qui traditionnellement s'intéressent à la question de l'être, fut à nouveau attirée par l'insistance que mettait Heidegger à privilégier la perspective ontologique, en contradiction avec la vision anthropologique que l'on avait cru déceler dans Être et Temps. Beaucoup d'ailleurs s'étaient mépris en méconnaissant l'orientation ontologique de son maître ouvrage, pour n'y voir qu'une perspective anthropologique ou existentielle classique, manquant ainsi sa signification profonde, comme le note Alain Boutot. L'espoir de voir Heidegger, à cette occasion, poser de manière plus originaire la question du fondement de l'Être, dans le cadre de la métaphysique, fut rapidement déçu, car comme le souligne Émilio Brito : « l'intention heideggérienne n'était pas de ramener l'étant en totalité à l'Être transcendant, mais plutôt de réfléchir le «là» de l'être dans le Dasein de l'homme ». « L'ontologie» heideggérienne, on s'en est aperçu de plus en plus, ne veut pas être comprise au sens métaphysique, mais plutôt dans la ligne transcendantale: elle ne se présente pas comme une doctrine de l'Être suprême, subsistant, mais comme la détermination des conditions de possibilité qui permettent la rencontre de l'étant » écrit Émilio Brito. Une telle attitude ne pouvait être perçue que comme la poursuite du subjectivisme transcendantal kantien. L'Être est toujours référencé au Dasein et ne peut être pensé qu'à travers lui.

### Les controverses
Diverses critiques ont été portées par de grands théologiens catholiques, principalement allemands, comme le résume Emilio Brito :

#### Des critiques tournant autour du concept de la finitude
1. Les développements heideggériens vont suggèrer, selon Karl Rahner, « la pure et simple finitude de l'Etre lui-même, et non pas uniquement de son concept humain »[65].
2. Devant la thèse de la finitude de l'être et sa conséquence sur le statut de la vérité, un autre théologien, A. Naber, récuse comme contradictoire en soi une vérité qui serait seulement historiale et finie.
3. Il apparaît assez clairement que la caractérisation de la position humaine dans l’être en termes de finitude est celle qui a connu le plus de succès auprès des théologiens chrétiens. Hans Urs von Balthasar (1905-1988) reconnaît à Heidegger le mérite d'avoir introduit ce concept, qu'il estime être proprement chrétien, en philosophie ; malheureusement, cette pensée exhibe aussi un aspect antichrétien prononcé, car elle insinue que l'esprit reçoit son accomplissement non pas à partir de Dieu mais à partir du « rien ». Toutefois, face à une pensée qui ne s'interessait pas vraiment à l'être mais à son apparition (l’Ereignis ), Balthasar concède qu'il s'agit là de l'essentiel : l'apparition de l'être. Cette différence, Balthasar voudrait la penser en tant qu'indice du créé, ce que néglige de faire Heidegger.

#### Des critiques tournant autour de la notion de transcendance
1. L'ontologie heideggérienne ne se conçoit plus comme une discipline de la métaphysique traditionnelle. La réponse à la question directrice du « sens de l'être » est entreprise dans Être et Temps « au fil de l'existence humaine »[66]. Aussi il lui est reproché, du côté catholique, de ne pas parvenir à briser le carcan du «subjectivisme» kantien[64].
2. Karl Rahner (1904-1983), jésuite théologien, a participé, comme son confrère jésuite Lotz, aux séminaires de Heidegger. Dans un article de jeunesse, il essaie de se situer par rapport à la philosophie de ce dernier. D'après Rahner, la « transcendance » qu'il voit chez Heidegger comme une transcendance vers le néant devient la condition expresse pour qu'au Dasein un être puisse apparaître « sous ce jour d'être »[N 8]. Aussi la question ontologique heideggérienne ne dépasse-t-elle les êtres divers que pour aboutir au néant, sauf que, selon ce que pense Émilio Brito, le « rien » heideggérien ne saurait être interprété comme le prétend Rahner dans le sens d'un nihilisme métaphysique. C'est aussi l'avis de Franz-Emmanuel Schurch[67], pour qui l'on ne saurait soutenir que la position de Heidegger implique une « équivalence entre l'être et le néant ».
3. Pour Heidegger, la donation de l'être doit être comprise à partir de l'événement transcendantal de l'« Ereignis ». Par contre, les théologiens et les philosophes catholiques, constate Richard Schaeffler (de), soulignent la prééminence de l'ontologie vis-à-vis de la philosophie transcendantale, car ils estiment que l'Être doit subsister au préalable en lui-même, pour pouvoir ensuite, à partir de la plénitude autosuffisante de cette subsistance, devenir, dans une condescendance gratuite, la «lumière» et «l'horizon» de la connaissance humaine, écrit Émilio Brito.

#### Des simples tentatives de récupération
1. Max Müller (1906-1991), cherchant à surmonter le caractère transcendantal de l'approche heideggérienne, pense que l'être dont parle Heidegger est seulement la «lumière» qui ouvre à l'homme l'horizon transcendantal, et dont la source pourrait être, pour lui, Dieu.
2. Dans la veine de Max Müller, Johannes Baptist Lotz (de) (1903-1992) tente de dépasser l'être « transcendantal » pour aller vers l'être transcendant, considérant l'« ouverture » transcendantale comme un don qui atteste la consistance ontologique, la «subsistance», du Donateur. Sauf que « aux yeux de Heidegger, il ne s'agit pas d'un Donateur du don, mais simplement de l'« événement/avènement » de l'« Ereignis », qui donne l'être, en nous présentant le temps », nous dit Émilio Brito.
3. Certains auteurs, tel Bernhard Welte (de) (1906-1983), ont cru voir dans le « Es gibt Sein  », expression introduite dans la conférence Temps et Être, une façon détournée de désigner le Dieu personnel.

## Heidegger entre dernier dieu et dieu à venir
L'analytique du Dasein dans Être et Temps terminait une décennie fortement théologique sur un ton parfaitement athée. On aurait donc pu croire à l'élimination définitive de la question de Dieu dans la poursuite de l'œuvre du philosophe. Or, c'est tout le contraire qui se produit avec la rencontre de l'œuvre de Hölderlin : une nouvelle figure divine énigmatique surgit, à l'étonnement de ses étudiants, comme le rapporte Hans-Georg Gadamer et Jean-François Mattéi, avec la figure évanescente du « dernier dieu », (der Letzte Gott), accompagnée de thèmes à consonance mythique et gnostique, que sont les puissances de l'origine luttant entre elles, telles que la Terre, le Ciel, les mortels et les immortels.
Comme le souligne Françoise Dastur, au contact de la poésie « hölderlinienne », la figure du dieu subit dans les années 1930 une étonnante métamorphose : non seulement le dieu ne disparaît pas mais il va comme « dernier dieu » ou « dieu à venir » apparaître, écrit Sylvaine Gourdain, au « cœur du déploiement essentiel de l’être lui-même ».

### Le «dernier dieu», une figure sans visage
S'agissant de la figure du dieu, la pensée heideggérienne avance prudemment, comme à tâtons. Au lieu de s’aventurer dans des définitions hasardeuses, elle préfère affirmer haut et fort, non pas qui est le dieu qu’elle évoque, mais au contraire ce qu'il n’est pas : le Dieu créateur du christianisme ou le dieu « causa sui » de la métaphysique. Ce qui doit être retenu, c'est que « ce dieu « à venir » n’est ni absolu – il dépend de l’Être –, ni transcendant au sens théologique – il se manifeste dans l’horizontalité propre à l'Ereignis –, ni éternel – il vient en passant furtivement –, ni infini – il s’enracine dans la finitude propre à l’Être –, ni immuable – il est tantôt pluriel, tantôt singulier. Ce n’est pas un dieu qui se révèle, mais qui révèle quelque chose d’extérieur à lui qui doit être révélé, l’Être », écrit Sylvaine Gourdain .
Pour aborder le « dernier dieu », qui n'est pas seulement un « autre dieu » mais surtout un « dieu autrement divin », il est nécessaire, écrit Pascal David, « de formuler tout autrement notre question- à la mesure de l'histoire de l'Être qui se déploie dans les Beiträge zur Philosophie (Vom Ereignis) ». Il s'agit de pousser le renouvellement jusqu'à nous mettre nous-mêmes en situation d'être abordés par « ce dieu que nous n'avons pas à attendre, à la manière de la parousie, mais qui nous attend ». Ce qu'il attend n'est rien d'autre que la fondation de la vérité de l'être, que seul le Dasein peut entreprendre. « Heidegger a recours aux dieux comme à une image pour figurer l'ouverture de la vérité dans l'infinité de ses possibilités, [...] le déploiement par essence mobile de la vérité de l' Ereignis » écrit Sylvaine Gourdain.
L'expression quasiment intraduisible de l'« Ereignis » va désigner une nouvelle pensée de l'Être, conçu dorénavant comme un système composé d'une nouvelle constellation de puissances, le « Quadriparti », intimement liées les unes aux autres et dépendantes les unes des autres. Dans le « jeu tourmenté du déploiement de l'être », selon l'expression de Gerard Guest, prenant l'aspect d'une « sextuple fugue » dans les Beiträge zur Philosophie (Vom Ereignis), le dieu qui complète le « Quadriparti » devient indispensable à l’équilibre du tout. « Ce n'est qu'à partir de la vérité de l'Être que se laisse penser l'essence du sacré. Ce n'est qu'à partir de l'essence du sacré qu'est à penser l'essence de la divinité. Ce n'est que dans la lumière de l'essence de la divinité que peut être pensé et dit ce que doit nommer, le mot, « Dieu », écrit Heidegger dans la Lettre sur l'humanisme.

### Une présence fugace à l’horizon de l’être
Que le « dieu » soit indispensable au déploiement de l'être en sa vérité entraîne pour Heidegger trois conséquences :
1. Dieu et l'Être ne sont pas identiques, même si « l'expérience du dieu ne peut avoir lieu en dehors de la dimension de l'Être »[77].
2. Dieu n'est plus ni le centre, ni le fondement, ni l'étant suprême. « La théologie, comme « nomination de Dieu » n'est nullement sans présupposition […], elle présuppose l'horizon de l' « indemne », de l'éclaircie à partir de laquelle toutes choses peuvent seulement s'annoncer et apparaître » souligne Françoise Dastur[78].
3. Ce dieu a un caractère fugace car il possède une dimension historiale (il dépend de l'histoire de l'être et en ce sens souffre de son « oubli »), la die Seinsverlassenheit ; il ne fait que passer et, en raison de son éloignement, on ne sait jamais s'il s'éloigne ou s'il s'approche de nous et à quelle vitesse, remarque Gérard Guest[79]. Gérard Guest, introduit à ce propos l'expression obscure de « la passée du dernier dieu »[80]. Vorbeigang des letzen Gottes, qui ne fait référence à aucun des dieux connus, et particulièrement pas au Dieu chrétien. Fugacité que décrit par ailleurs Sylvaine Gourdain[81] en ces termes : « le passage est justement le propre de la présence des dieux, l'évanescence d'un signe à peine perceptible qui, à l'instant infinitésimal de son passage, peut offrir la somme de toutes les béatitudes et de toutes les épouvantes ».

Si bien que l'« attente » de ce dieu insaisissable, qui n'est pas encore là, est la situation ordinaire de la figure divine, dans la mesure où l'« attente » est une autre forme de présence à laquelle le penseur accorde une très grande importance.

### Montée de l'homme, chute du dieu
C'est aux « penseurs créateurs et poètes » que revient la tâche de fonder les lieux pour que la vérité de l'être puisse trouver abri, et ouvrir par là le séjour du dieu . Bien sûr, les penseurs et les poètes, mais c'est aussi le « pouvoir-être » de tout être humain. Sylvaine Gourdin en précise le processus : « C’est seulement en séjournant dans la vérité de l’être que l’homme peut apercevoir le sacré, qui peut alors engendrer le déploiement de la « déité », et celle-ci, lorsqu’elle est éclairée par la « lumière » de l’être, peut accueillir le dieu ».
Contrairement au dieu chrétien ou au dieu naturel de la métaphysique, le « dernier dieu » s'inscrit « dans une relation de dépendance par rapport à l’être qu’il n’est pas, alors que l’homme est l’être lui-même en tant qu’ être-là », note Sylvaine Gourdain . Aussi poursuit-elle : « le dieu s’articule à l’être au même titre que les cinq autres modalités de l’ « événement appropriant » (voir Apports à la philosophie : De l'avenance ). En cela, le dieu se trouve dans une situation d’impuissance complète : si l’être ne se fonde pas lui-même en sa vérité, le dieu n’a aucune chance d’apparaître. L’homme, en revanche, comme Dasein, est le lieu où peut se déployer l’événement de l’être ; il se fait le « gardien de la vérité de l’être » der Wächter der Wahrheit des Seyns , le « berger de l’être » der Hirt des Seins  ». Il y a entre l'homme et l'être une relation de réciprocité essentielle car, comme le dit Heidegger, « l’être a besoin de l’homme pour se déployer, et l’homme appartient à l’être pour pouvoir accomplir sa détermination extérieure en tant qu’être-là ».

### Comment comprendre le «dernier dieu»?
Le dieu invité dans le « Quadriparti » confère de par « son entrée dans la maison de l'être, l'éclat qui lui manquait » déclare Sylvaine Gourdain.
Sylvaine Gourdain dans sa contribution aborde la notion de « dernier dieu » à travers le phénomène massif du Retrait de l'Être. Si l'on suit le cheminement de cet auteur, Heidegger corrigerait, dans les Beiträge, deux erreurs d' Être et temps : le « retrait de l'être », qui était traité sous le thème de son « oubli » ne vient plus du comportement inadéquat du Dasein, et ce retrait « ne serait plus le résultat d'une déficience ou d'un comportement impropre du Dasein, mais un moment constitutif de la phénoménalité spécifique à l'Être : il signale que l'être ne s'épuise pas dans l'apparent ni dans la pure effectivité, mais qu'il est dynamique [...] et qu'en cela il échappe toujours à la prise et à la fixation » écrit Sylvaine Gourdain. Il ne s'agit donc pas de chercher à annuler ce retrait mais au contraire de le montrer pour ce qu'il est, comme retrait (Entzug), de le signaler comme voilement sans tenter de le supprimer
L'Entzung ou « Retrait » va correspondre au décalage qui se crée toujours entre le Dasein et l'Être qui « s'approprient et se désapproprient, sans jamais correspondre exactement dans l’Ereignis », tout au long de l'histoire. « Heidegger ne s'intéresse plus au sens de l'être en tant qu'il s'ouvre au Dasein, mais à la façon dont c'est l'appropriement de l'être et de l'homme dans une situation donnée qui fait et défait le sens ». Ainsi, « à l'époque actuelle de la Machenschaft, le retrait de l'Être signale d'abord l'inadéquation, désappropiation de l'Être qui se refuse dans un contexte global où  l'étant n'est que sur le mode de la fonctionnalité, de l'utilité et de l'efficience »,.
L'imperceptible de l’Ereignis (ce qui y est imperceptible), qui correspond à la perte de l'être, au nivellement et à l'appauvrissement complet du sens, ne se montre, s'il se montre, que dans un éclair que Heidegger assimile à un « clignement d'œil » ou un instant (Augenblick). « Il s'agit non pas d'exhiber le désenchantement pour tomber dans un pessimisme noir mais de souligner qu'une transformation est possible à condition d'admettre l'oscillation originaire du sens sans le laisser s'aplanir et se tarir [...] L'Entzug , n'est pas seulement la conséquence tragique du manque d'être, mais il est aussi l'indice salutaire d'un autre possible ». Le « dernier dieu » va incarner la positivité la plus grande du retrait : il est le commencement qui se dérobe toujours, et en cela même, il indique la possibilité d'une ouverture au-delà du contexte étroit et étriqué de l'époque [...] Le « dernier dieu », renvoie à l'infinité des possibilités [...] à la richesse intarissable des possibilités de l' Etreignis, la mobilité inépuisable du sens, l'oscillation infinie des rapports entre l'homme et l'Être, la pluralité des mondes.